# Capitoli di Kamen Teacher

Copertina del primo volume dell'edizione italiana.

Questa è la lista dei capitoli del manga Kamen Teacher, del mangaka Tōru Fujisawa. La serie narra le avventure del professore Gota Araki, alle prese col riportare l'ordine all'interno di un istituto scolastico molto problematico.
Il manga è stato serializzato in Giappone dalla Shūeisha sulla rivista Weekly Young Jump a partire dal 2006. I singoli capitoli sono stati raccolti in quattro volumi formato tankōbon, pubblicati tra il 19 aprile e il 19 dicembre 2007. L'edizione italiana è stata pubblicata dalla J-Pop dal 6 luglio al 5 ottobre 2011 in 4 volumi come l'edizione originale.

## Lista volumi
| Nº | Titolo italiano Giapponese 「Kanji」 - Rōmaji | Data di prima pubblicazione              | Data di prima pubblicazione             |
| Nº | Titolo italiano Giapponese 「Kanji」 - Rōmaji | Giapponese                               | Italiano                                |
| 1  | Kamen Teacher 1 「仮面ティーチャー 1」 - Kamen tīchā 1 | 19 aprile 2007 ISBN 978-4-08-877232-5    | 6 luglio 2011 ISBN 978-88-6634-049-2    |
| 1  | Capitoli - Battle .01: I due insegnanti - Battle .02: Vice responsabile - Battle .03: Cercate il vice - Battle .04: La lista speciale - Battle .05: Facciamo a pezzi quel bastardo - Battle .06: Il mostro - Battle .07: Il salvatore - Battle .08: Fratelli mannari - Battle .09: La luce                                                                              |                                          |                                         |
| 2  | Kamen Teacher 2 「仮面ティーチャー 2」 - Kamen tīchā 2 | 19 giugno 2007 ISBN 978-4-08-877281-3    | 3 agosto 2011 ISBN 978-88-6634-076-8    |
| 2  | Capitoli - Battle .10: Lupi scatenati - Battle .11: Dichiarazione di guerra - Battle .12: Comportamento spregevole - Battle .13: Tomoya Misato - Battle .14: Due linee - Battle .15: Ryokurei contro Kyokuran - Battle .16: La differenza tra due uomini - Battle .17: Furia - Battle .18: La lama del male - Battle .19: Cento contro cinque                           |                                          |                                         |
| 3  | Kamen Teacher 3 「仮面ティーチャー 3」 - Kamen tīchā 3 | 19 settembre 2007 ISBN 978-4-08-877321-6 | 7 settembre 2011 ISBN 978-88-6634-091-1 |
| 3  | Capitoli - Battle .20: L'inizio delle ostilità - Battle .21: Araki e Kamen Teacher - Battle .22: Il ricordo di Chiaki - Battle .23: L'alba - Battle .24: In versione Jumonji - Battle .25: Il professor sempre-in-tiro - Battle .26: Senior Mask Teacher - Battle .27: Lo Snack bar gold - Battle .28: Un brutto moscone - Battle .29: L'agente immobiliare fantasma    |                                          |                                         |
| 4  | Kamen Teacher 4 「仮面ティーチャー 4」 - Kamen tīchā 4 | 19 dicembre 2007 ISBN 978-4-08-877364-3  | 5 ottobre 2011 ISBN 978-88-6634-118-5   |
| 4  | Capitoli - Battle .30: L'inseguimento - Battle .31: Il messaggero della giustizia - Battle .32: Il successore - Battle .33: Il vero obiettivo - Battle .34: Lo scontro! - Battle .35: L'ultima lezione supplementare - Battle .36: La commissione di inchiesta sull'istruzione - Battle .37: Il nuovo Kamen Teacher - Speciale (Prima parte) - Speciale (Seconda parte) |                                          |                                         |